# Techirghiol
Techirghiol là một thị xã thuộc hạt Constanța, România. Dân số thời điểm năm 2002 là 7108 người.